# Monokini (album)
Monokini – pierwszy solowy album Lajosa D. Nagya, wydany w 1995 roku na MC i CD.

## Lista utworów
1. "Serenia" (4:04)
2. "Érints meg!" (5:35)
3. "Nyári szerelem" (2:56)
4. "Álmainkból" (3:32)
5. "Szerencsejáték" (4:29)
6. "A szerelem éjszakája" (4:01)
7. "Enyém a csend" (4:46)
8. "Gyere a sötétbe" (3:30)
9. "Istenek lánya" (3:33)
10. "Ezredforduló" (4:16)

## Wykonawcy
- Lajos D. Nagy – wokal
- Bertalan Zemplén – syntezator, fortepian
- Gergely Szentmártoni – gitara akustyczna, gitara elektryczna
- Tamás Knapik – gitara akustyczna, gitara elektryczna
- László Nagy – instrumenty perkusyjne
- László Benkő – syntezator, fortepian
- András Trunkos – gitara basowa